# 温暖海岸

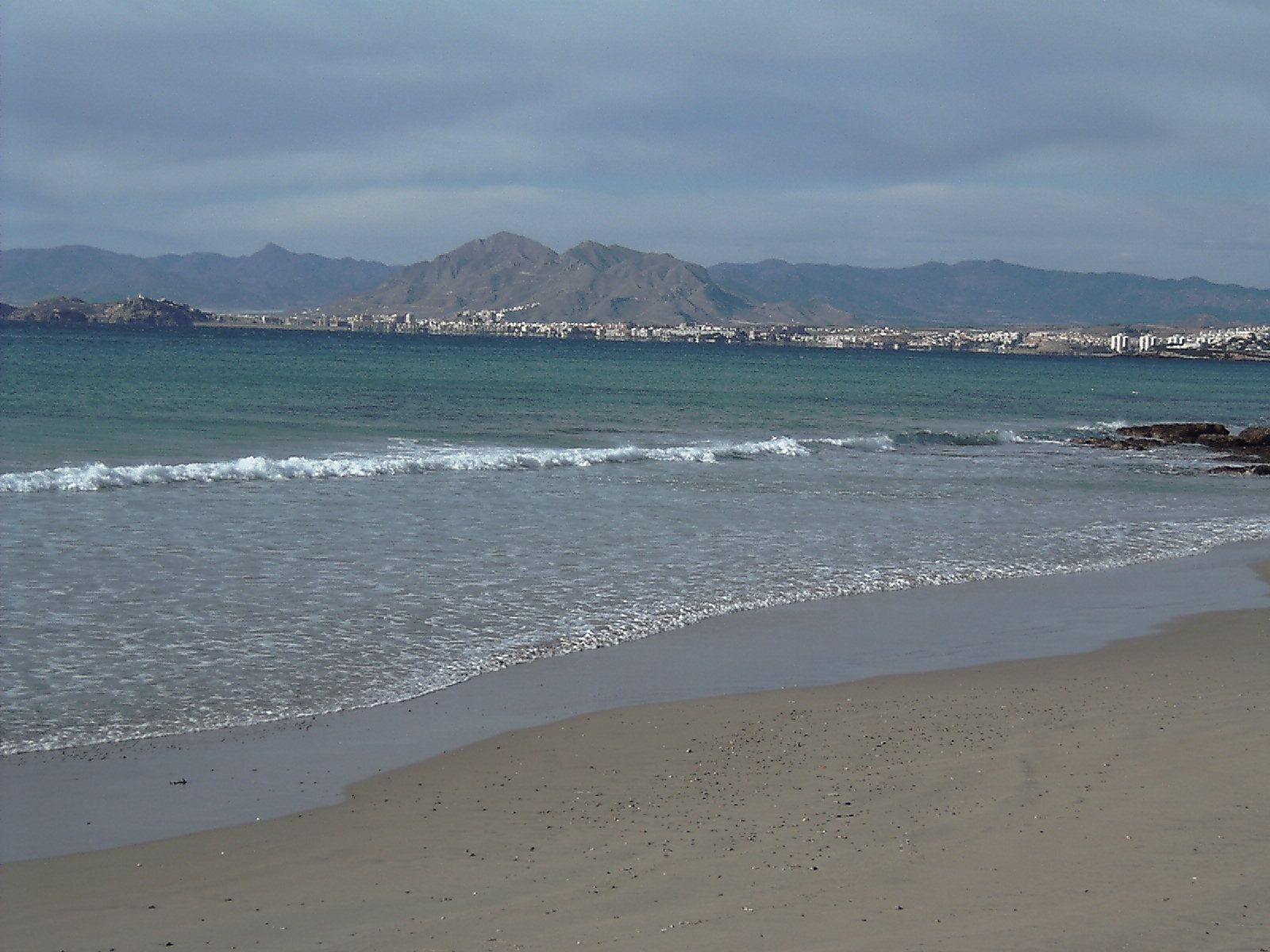

温暖海岸（Costa Cálida）是指西班牙穆尔西亚自治区长约250公里的地中海海岸线。这个地区的年平均温度较高（因此而得名），年降水量平均不到34厘米。 
温暖海岸北起靠近阿利坎特省的El Mojón，南到阿尔梅里亚省边界的Águilas。
温暖海岸的北端有小海（Mar Menor），约170平方公里，是欧洲最大的咸水泻湖。小海与地中海由22公里长的沙洲La Manga分开。
卡塔赫纳和马萨龙（Mazarrón）是该区两个重要的沿海城镇。
高尔夫是游客和当地居民欢迎的消遣，有很多PGA巡回赛赛场。